# Кондрачук Сергій Юрійович
Сергій Юрійович Кондрачук (нар. 18 лютого 1986, село Здовбиця, тепер Рівненського району Рівненської області) — український діяч, голова Здолбунівської районної державної адміністрації Рівненської області, голова Рівненської обласної ради з 2 грудня 2020 року по 12 серпня 2022 року.

## Життєпис
У 2003 році закінчив Здовбицьку загальноосвітню середню школу І-ІІІ ст. Здолбунівського району Рівненської області із золотою медаллю.
У вересні 2003 — липні 2008 року — студент національного університету «Острозька академія», фінансист.
У липні — листопаді 2008 року — консультант виконкому Здолбунівської районної організації політичної партії «Наша Україна».
У листопаді 2008 — січні 2012 року працював керівником редакції Здолбунівського районного радіо Рівненської області.
У 2008—2012 роках — заступник голови Здолбунівської районної організації ПП «Наша Україна». З 2008 року — член Національної Спілки журналістів України; довірена особа настоятеля Гурбенського Свято-Воскресенського чоловічого монастиря на Повстанських могилах. З 2009 року — член правління Здолбунівського районного об'єднання Всеукраїнського товариства «Просвіта» ім. Т.Шевченка; член президії Здолбунівської РГО «Українська Народна Рада Здолбунівщини». З 2010 року — член правління Здолбунівської районної організації Товариства Червоного хреста України.
У 2010—2012 роках — помічник-консультант на громадських засадах народного депутата України Матчука Віктора Йосиповича.
З 2011 року — член громадської ради при Рівненській обласній державній адміністрації.
З березня по квітень 2012 року — фізична особа-підприємець.
З березня 2013 року — редактор відділу інформації та реклами Здолбунівської районної громадсько-політичної газети «Нове життя». З 23 жовтня 2013 року — головний редактор Здолбунівської районної громадсько-політичної газети «Нове життя».
У 2014—2015 роках — помічник-консультант на громадських засадах народного депутата України Дехтярчука Олександра Володимировича.
З 17 лютого 2015 по 11 липня 2019 року — голова Здолбунівської районної державної адміністрації Рівненської області.
З 2019 року — керівник секретаріату Рівненської територіальної організації Політичної партії «Європейська Солідарність».
У жовтні 2020 року обраний депутатом Рівненської обласної ради від політичної партії «Європейська Солідарність».
З 2 грудня 2020 по 12 серпня 2022 року — голова Рівненської обласної ради.
З листопада 2022 року — військовослужбовець Бригади НГУ «Азов».